# Театр Ибсена

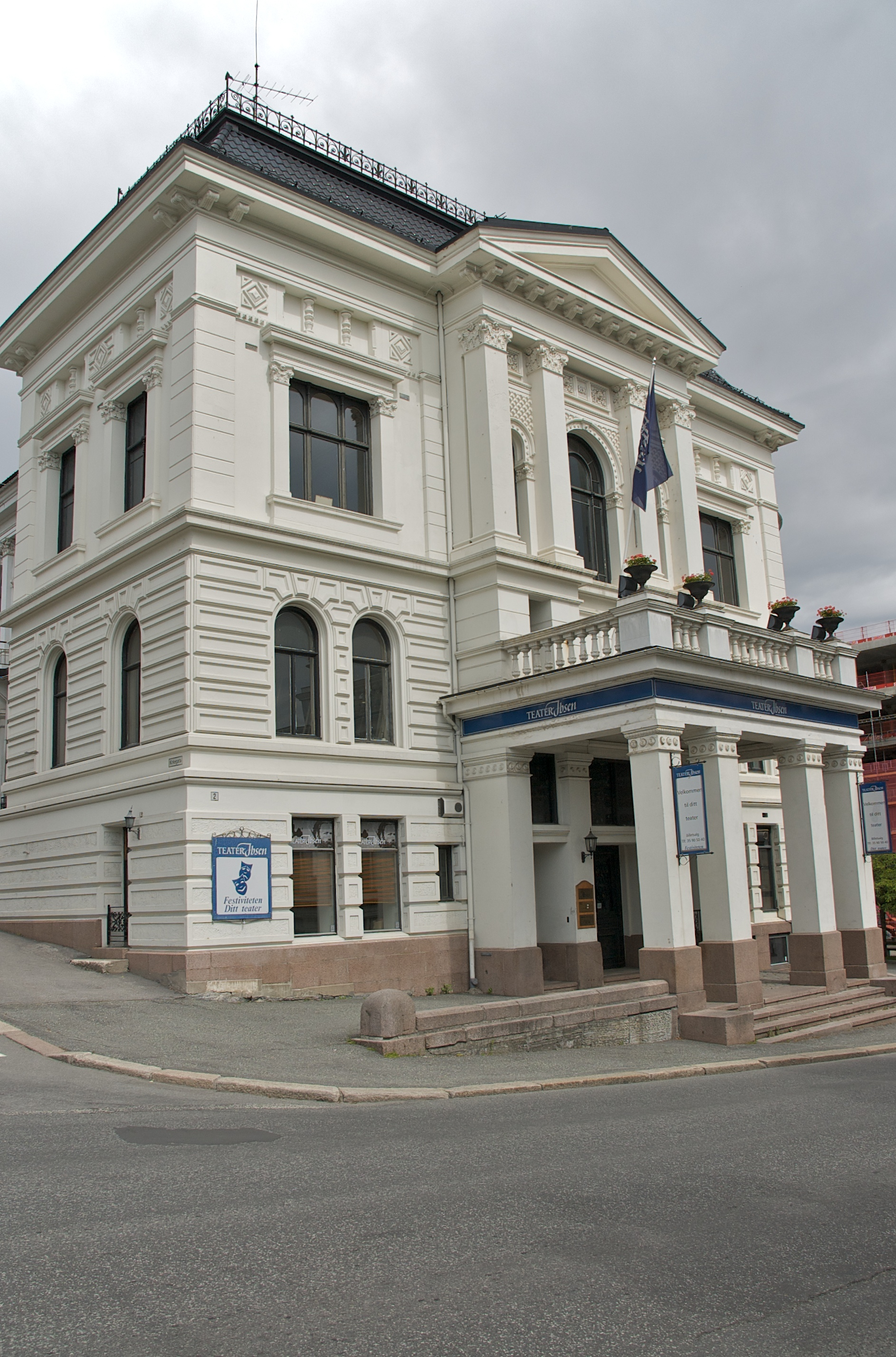
Театр Ибсена

Театр Ибсена (Teater Ibsen) — театр, действующий в Шиене, родном городе великого норвежского драматурга Генрика Ибсена.
Театр был основан в 1975 году как финансируемый государством Telemark Teater, обслуживающий губернии Телемарк и Вестфолл.
В 1990 году сменил название, став Театром Ибсена, при этом изменилась и его номинальная зона обслуживания, а его аудитория стала составлять 380 тысяч человек.
Располагается Театр Ибсена в здании театра Festiviteten i Skien, построенном в 1891 году.